# Esiliiga 1994/95
Die Esiliiga 1994/95 war die vierte Spielzeit der zweithöchsten estnischen Fußball-Spielklasse der Herren.

## Modus
Die zwölf Mannschaften wurden in zwei Gruppen eingeteilt. In der ersten Phase spielten die Teams jeweils einmal gegeneinander. Für den Aufstieg spielten die beiden Erst- und Zweitplatzierten mit dem Siebten und Achten der Meistriliiga zwei Startplätze für die Meistriliiga 1995/96 aus.
Die Vereine ab Platz drei abwärts spielten mit den besten drei Teams der drittklassigen II Liiga drei Startplätze für die folgenden Saison der Esiliiga aus. Die restlichen Mannschaften stiegen ab.
Ab dieser Saison gab es für einen Sieg drei Punkte, für ein Unentschieden einen Punkt.

## Vereine
JK Pärnu Tervis, Dünamo Tallinn und JK Merkuur Tartu waren aus der Meistriliiga abgestiegen. Aus der II Liiga kamen der FC Lelle und JK Sport Põltsamaa.
| Verein             | Stadt        | Stadion                | Kapazität |
| ------------------ | ------------ | ---------------------- | --------- |
| Narva Kreenholm    | Narva        | Kreenholmi staadion    | 1.065     |
| Pena Kohtla-Järve  | Kohtla-Järve | Keemiku staadion       | 4.000     |
| Lokomotiiv Valga   | Valga        | Keskstaadion           | 0500      |
| JK Vall            | Tallinn      | Kalevi Keskstaadion    | 11.5000   |
| JK Tallinn         | Tallinn      | Wismari staadion       | 0500      |
| Dünamo Tallinn     | Tallinn      | Tuletõrje staadion     | 1.000     |
| Tulevik Viljandi   | Viljandi     | Viljandi linnastaadion | 2.000     |
| JK Pärnu Tervis    | Pärnu        | Strand-Stadion         | 1.500     |
| JK Kiviõli         | Kiviõli      | Kiviõli staadion       | ?         |
| JK Merkuur Tartu   | Tartu        | KRT staadion           | 0500      |
| FC Lelle           | Lelle        | Lelle staadion         | 0500      |
| JK Sport Põltsamaa | Põltsamaa    | ?                      | ?         |

## 1. Runde

### Gruppe Nord
| Pl. | Verein             | Sp. | S | U | N | Tore    | Diff. | Punkte |
| --- | ------------------ | --- | - | - | - | ------- | ----- | ------ |
| 1.  | Dünamo Tallinn (A) | 10  | 7 | 0 | 3 | 032:210 | +11   | 21     |
| 2.  | JK Tallinn         | 10  | 6 | 1 | 3 | 026:150 | +11   | 19     |
| 3.  | Pena Kohtla-Järve  | 10  | 5 | 0 | 5 | 017:220 | −5    | 15     |
| 4.  | JK Kiviõli         | 10  | 4 | 1 | 5 | 017:220 | −5    | 13     |
| 5.  | Narva Kreenholm    | 10  | 3 | 2 | 5 | 021:230 | −2    | 11     |
| 6.  | JK Vall            | 10  | 2 | 2 | 6 | 014:240 | −10   | 08     |

Platzierungskriterien: 1. Punkte – 2. Direkter Vergleich (Punkte, Tordifferenz, geschossene Tore) – 3. Tordifferenz – 4. geschossene Tore

| (A) | Absteiger aus der Meistriliiga 1993/94 |

### Gruppe Süd
| Pl. | Verein                 | Sp. | S | U | N | Tore    | Diff. | Punkte |
| --- | ---------------------- | --- | - | - | - | ------- | ----- | ------ |
| 1.  | FC Lelle (N)           | 10  | 9 | 1 | 0 | 020:300 | +17   | 28     |
| 2.  | JK Pärnu Tervis (A)    | 10  | 6 | 1 | 3 | 018:400 | +14   | 19     |
| 3.  | Tulevik Viljandi       | 10  | 6 | 1 | 3 | 027:100 | +17   | 19     |
| 4.  | JK Merkuur Tartu (A)   | 10  | 5 | 1 | 4 | 009:160 | −7    | 16     |
| 5.  | JK Sport Põltsamaa (N) | 10  | 1 | 0 | 9 | 006:270 | −21   | 03     |
| 6.  | Lokomotiiv Valga       | 10  | 1 | 0 | 9 | 007:270 | −20   | 03     |

Platzierungskriterien: 1. Punkte – 2. Direkter Vergleich (Punkte, Tordifferenz, geschossene Tore) – 3. Tordifferenz – 4. geschossene Tore

| (A) | Absteiger aus der Meistriliiga 1993/94 |
| (N) | Neuaufsteiger aus der II Liiga         |

## Aufstiegsrunde
Die besten vier Teams der Esiliiga spielten mit dem Siebten und Achten der Meistriliiga zwei Plätze für die Meistriliiga 1995/96 aus.
| Pl. | Verein           | Sp. | S | U | N | Tore    | Diff. | Punkte |
| --- | ---------------- | --- | - | - | - | ------- | ----- | ------ |
| 1.  | JK Pärnu Tervis  | 10  | 7 | 1 | 2 | 032:800 | +24   | 22     |
| 2.  | Pärnu JK Kalev * | 10  | 6 | 0 | 4 | 035:240 | +11   | 18     |
| 3.  | JK Tallinn       | 10  | 6 | 0 | 4 | 020:200 | ±0    | 18     |
| 4.  | Dünamo Tallinn   | 10  | 4 | 3 | 3 | 043:160 | +27   | 15     |
| 5.  | FC Lelle         | 10  | 3 | 1 | 6 | 008:440 | −36   | 10     |
| 6.  | FC DAG Tartu *   | 10  | 0 | 3 | 7 | 008:340 | −26   | 03     |

Platzierungskriterien: 1. Punkte – 2. Direkter Vergleich (Punkte, Tordifferenz, geschossene Tore) – 3. Tordifferenz – 4. geschossene Tore

| (A) | Absteiger aus der Meistriliiga 1993/94 |

| (*) | Teilnehmer aus der Meistriliiga |

## Abstiegsrunde

### Gruppe Nord
Die Mannschaften auf Platz drei bis sechs der 1. Runde Nord spielten mit zwei Teams der drittklassigen II Liiga um den Verbleib in der Esiliiga.
| Pl. | Verein                | Sp. | S | U | N | Tore    | Diff. | Punkte |
| --- | --------------------- | --- | - | - | - | ------- | ----- | ------ |
| 1.  | JK Arsenal Tallinn ** | 8   | 4 | 1 | 3 | 010:100 | ±0    | 13     |
| 2.  | JK Vall               | 8   | 4 | 1 | 3 | 013:130 | ±0    | 13     |
| 3.  | JK Kalev Sillamäe **  | 8   | 4 | 1 | 3 | 013:100 | +3    | 13     |
| 4.  | JK Kiviõli            | 8   | 3 | 2 | 3 | 013:110 | +2    | 11     |
| 5.  | Narva Kreenholm       | 8   | 1 | 3 | 4 | 008:130 | −5    | 06     |
| 6.  | Pena Kohtla-Järve     | 0   | 0 | 0 | 0 | 000:000 | ±0    | 0      |

Platzierungskriterien: 1. Punkte – 2. Direkter Vergleich (Punkte, Tordifferenz, geschossene Tore) – 3. Tordifferenz – 4. geschossene Tore

| (**) | Teilnehmer aus der II Liiga |

### Gruppe Süd
Die Mannschaften auf Platz drei bis sechs der 1. Runde Süd spielten mit einem Teams der drittklassigen II Liiga um den Verbleib in der Esiliiga.
| Pl. | Verein                 | Sp. | S | U | N | Tore    | Diff. | Punkte |
| --- | ---------------------- | --- | - | - | - | ------- | ----- | ------ |
| 1.  | Tulevik Viljandi       | 10  | 9 | 1 | 0 | 033:800 | +25   | 28     |
| 2.  | JK Merkuur Tartu (A)   | 10  | 7 | 2 | 1 | 022:800 | +14   | 23     |
| 3.  | Lokomotiiv Valga       | 10  | 5 | 0 | 5 | 010:190 | −9    | 15     |
| 4.  | JK Sport Põltsamaa (N) | 10  | 2 | 1 | 7 | 013:280 | −15   | 07     |
| 5.  | FC Lelle (N)           | 10  | 1 | 2 | 7 | 009:180 | −9    | 05     |
| 5.  | JK Järvamaa **         | 10  | 1 | 2 | 7 | 017:230 | −6    | 05     |

Platzierungskriterien: 1. Punkte – 2. Direkter Vergleich (Punkte, Tordifferenz, geschossene Tore) – 3. Tordifferenz – 4. geschossene Tore

| (A) | Absteiger aus der Meistriliiga 1993/94 |
| (N) | Neuaufsteiger aus der II Liiga         |

| (**) | Teilnehmer aus der II Liiga |

### Relegation
|         | Ergebnis |                  |
| ------- | -------- | ---------------- |
| JK Vall | 3:0      | JK Merkuur Tartu |

Merkuur Tartu stieg in die II Liiga ab.